# Chutes Epupa
Les chutes Epupa (en anglais : Epupa Falls ; en portugais : Quedas do Monte Negro) sont des chutes d'eau du fleuve Cunene situées sur la frontière entre l'Angola et la Namibie.

## Présentation
La chute la plus haute est de 37 m.
Les chutes sont un lieu très apprécié des touristes. Ce territoire de l'ethnie Himba qui les connaissent depuis toujours sous le nom de « l'eau qui fume » a pourtant été menacé à plusieurs reprises par la construction d'un barrage : 300 km2 de terres pastorales auraient été submergées. Le combat des éleveurs a permis de sauver un écosystème et de préserver la faune sauvage, notamment les crocodiles.